# Арена Оукланд
Aрена Оукланд (енгл. Oakland Arena) јесте вишенаменска затворена дворана у Оукланду, у америчкој савезној држави Калифорнији. Данас је најстарија арена која се употребљавала у НБА.
Арена је од 1966. до 2019. била дом кошаркашког тима Голден Стејт вориорси. Реновирана је 1997. године.
Голден Стејт и компанија Оракл склопили су 20. октобра 2006. споразум према којем је дворана идућих десет година носила назив Арена Оракл.